# Don Alvarado
Don Alvarado, pseudonimo di José Paige (Albuquerque, 4 novembre 1904 – Hollywood, 31 marzo 1967), è stato un attore statunitense.

## Biografia
Nato nel 1904 nel Nuovo Messico, nel 1922 si trasferì a Los Angeles per trovare lavoro nell'industria cinematografica. Qui diventò molto amico di un altro attore messicano, Luis Antonio Dámaso de Alonso, che successivamente divenne noto con il nome di Gilbert Roland.
In cerca di affermazione, Alvarado incontrò la sedicenne Ann Boyar, figlia di un immigrato russo di religione ebraica. I due si sposarono nel 1924 e nello stesso anno ebbero una figlia, che poi avrebbe intrapreso la carriera di attrice con il nome Joy Page. La coppia divorziò nel 1932, e Ann Boyar si risposerà nel 1936 con il produttore Jack Warner. 
Dopo il divorzio da Ann Boyar, Alvarado fu fidanzato per un breve periodo con la stella del musical Marilyn Miller, ma il matrimonio tra i due non ebbe mai luogo.
Alvarado iniziò la carriera nel 1924 con un ruolo non accreditato in un film muto. Lo studio pensò di capitalizzare il suo aspetto da latin lover assegnandogli ruoli sia da comprimario che da protagonista. Tuttavia l'avvento del sonoro bloccò la sua carriera come protagonista, ma Alvarado continuò a lavorare regolarmente, venendo impiegato in ruoli di personaggi ispanici, come nell'adattamento per lo schermo di Il ponte di San Luis Rey (1929), tratto dal romanzo di Thornton Wilder.
Nel 1939, con il nome Don Page, cominciò a lavorare come assistente alla regia per la Warner Bros. e, qualche anno dopo, come manager alla produzione. In queste vesti, partecipò a numerosi film di successo, come Il tesoro della Sierra Madre (1948), La valle dell'Eden (1955) e  Gioventù bruciata (1955). Nel 1958 partecipò al suo ultimo film, Il vecchio e il mare.

## Morte
Alvarado morì per un tumore nel 1967, all'età di 62 anni, a Hollywood e venne sepolto al Forest Lawn Memorial Park Cemetery di Hollywood Hills.

## Riconoscimenti
Per il suo contributo all'industria cinematografica, Don Alvarado ha una stella sulla Hollywood Walk of Fame al 6504 di Hollywood Boulevard. 

## Filmografia parziale

### Attore
- La signorina Mezzanotte (Mademoiselle Midnight), regia di Robert Z. Leonard (1924)
- Matador (The Spaniard), regia di Raoul Walsh (1925)
- The Wife Who Wasn't Wanted, regia di James Flood (1925)
- Satan in Sables, regia di James Flood (1925)
- The Pleasure Buyers, regia di Chet Withey (1925)
- Scuola dei mariti (His Jazz Bride), regia di Herman C. Raymaker (1926)
- Rin Tin Tin e il condor (The Night Cry), regia di Herman C. Raymaker (1926)
- Tre gocce di sangue sulla neve (A Hero of the Big Snows), regia di Herman C. Raymaker (1926)
- La scimmia che parla (The Monkey Talks), regia di Raoul Walsh (1927)
- Gli amori di Carmen (The Loves of Carmen), regia di Raoul Walsh (1927)
- Breakfast at Sunrise, regia di Malcolm St. Clair (1927)
- La legge dell'amore (Drums of Love), regia di David W. Griffith (1928)
- Corona di fango (No Other Woman), regia di Lou Tellegen (1928)
- The Scarlet Lady, regia di Alan Crosland (1928)
- La battaglia dei sessi (The Battle of the Sexes), regia di David W. Griffith (1928)
- Driftwood, regia di Christy Cabanne (1928)
- The Apache, regia di Phil Rosen (1928)
- Il ponte di San Luis Rey (The Bridge of San Luis Rey), regia di Charles Brabin (1929)
- Rio Rita, regia di Luther Reed (1929)
- To oneiron tou glyptou, regia di Lou Tellegen (1930)
- Un fotógrafo distraído, regia di Xavier Cugat - cortometraggio (1930)
- Femmina (The Bad One), regia di George Fitzmaurice (1930)
- Estrellados, regia di Salvador de Alberich e Edward Sedgwick (1930)
- Captain Thunder, regia di Alan Crosland (1930)
- Beau Ideal, regia di Herbert Brenon (1931)
- Lady with a Past, regia di Edward H. Griffith (1932)
- Westward Passage, regia di Robert Milton (1932)
- Bachelor's Affairs, regia di Alfred L. Werker (1932)
- Contrabando, regia di Alberto Mendez Bernal, Raymond Wells (1932)
- The King Murder, regia di Richard Thorpe (1932)
- Contraband (1933)
- Black Beauty, regia di Phil Rosen (1933)
- La gloria del mattino (Morning Glory), regia di Lowell Sherman (1933)
- Under Secret Orders, regia di Sam Newfield (1933)
- Red Wagon, regia di Paul L. Stein (1933)
- On Secret Service, regia di Arthur B. Woods (1933)
- No Sleep on the Deep, regia di Charles Lamont - cortometraggio (1934)
- A Demon for Trouble (1934)
- Once to Every Bachelor di William Nigh (1934)
- La Cucaracha, regia di Lloyd Corrigan (cortometraggio) (1934)
- Sweet Adeline, regia di Mervyn LeRoy (1934)
- Capriccio spagnolo (The Devil Is a Woman), regia di Josef von Sternberg (1935)
- I Live for Love, regia di Busby Berkeley (1935)
- Rosa de Francia, regia di José López Rubio e Gordon Wiles (1935)
- Rose of the Rancho, regia di Marion Gering (1936)
- Federal Agent, regia di Sam Newfield (1936)
- Rio Grande Romance, regia di Robert F. Hill (1936)
- Put on the Spot di Robert F. Hill (1936)
- Nobody's Baby, regia di Gus Meins (1937)
- The Lady Escapes, regia di Eugene Forde (1937)
- Love Under Fire, regia di George Marshall (1937)
- La rosa di Rio Grande (Rose of the Rio Grande), regia di William Nigh (1938)
- A Trip to Paris, regia di Malcolm St. Clair (1938)
- Cafe Society, regia di Edward G. Griffith (1939)
- One Night in the Tropics, regia di A. Edward Sutherland (1940)
- Il tesoro di Vera Cruz (The Big Steal), regia di Don Siegel (1949)
- Il vecchio e il mare (The Old Man and the Sea), regia di John Sturges, Henry King e Fred Zinnemann (1958)

### Attore tv
- Hopalong Cassidy (1954)
- The Joe Palooka Story (1955)

### Aiuto Regista (parziale)
- Strisce invisibili (Invisible Stripes), regai di Lloyd Bacon (1939)
- Knute Rockne All American, regia di Lloyd Bacon e, non accreditato, William K. Howard (1940)
- Assalto al cielo (Chain Lightning), regia di Stuart Heisler (1950)

### Direttore di produzione (parziale)
- La morte viene da Scotland Yard (The Verdict) di Don Siegel (1946)
- Il grido del lupo (Cry Wolf) di Peter Godfrey (1947)